# Макферсон (подвеска)

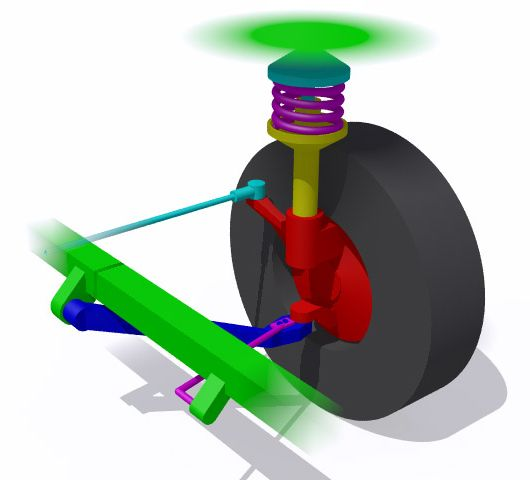
Подвеска макферсон на примере левого переднего колеса на заднеприводном автомобиле:
Детали кузова,
Нижний рычаг,
Растяжка (реактивная тяга) или стабилизатор поперечной устойчивости,
Упругий элемент (пружина),
Амортизаторная стойка,
Шарнирное крепление стойки,
Поворотный кулак и ступица колеса,
Рулевая тяга.

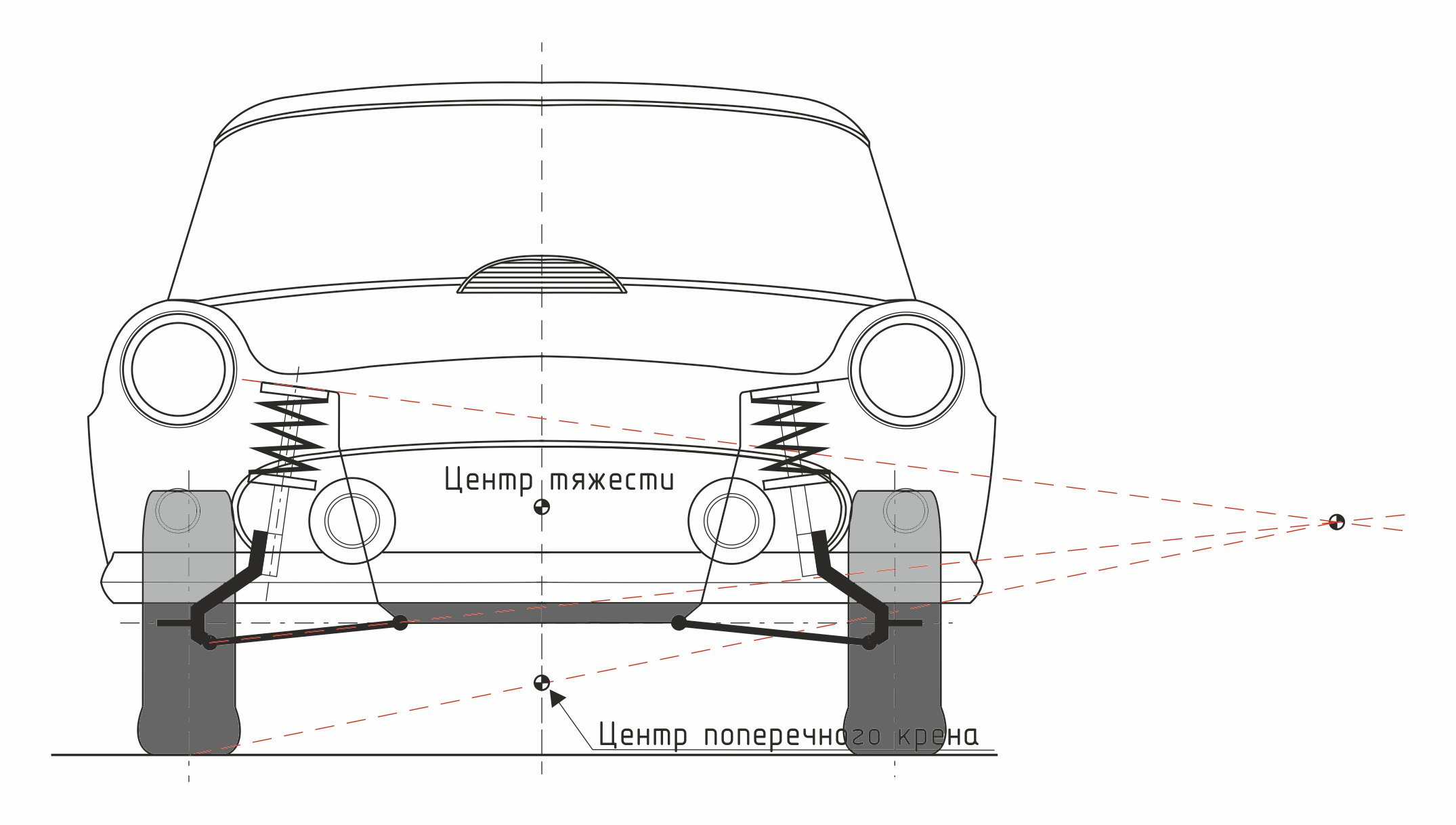
Графический способ нахождения центра крена подвески типа «макферсон»

Подвеска макферсон, она же подвеска Макферсона (англ. McPherson suspension) или подвеска на направляющих стойках, «качающаяся свеча» — тип автомобильной подвески, основным элементом которой является амортизаторная стойка (англ. McPherson strut). Названа по имени инженер-конструктора автомобильной компании «General Motors» Эрла Стила Макферсона, автора конструкции.
Была получена дальнейшим развитием подвески на двойных поперечных рычагах, но имеет лишь один поперечный рычаг внизу, взамен же второго рычага применён высоко расположенный под крылом шарнир — крепление на брызговике крыла поворотной (в случае передней подвески с управляемыми колёсами) стойки, играющей одновременно роль амортизатора, которая связывает этот шарнир с нижним поперечным рычагом. Стабилизатор поперечной устойчивости в такой подвеске зачастую играет роль части нижнего рычага — растяжки, что отражено на иллюстрации; в ином случае — на современных автомобилях как правило — применяются треугольные или L-образные рычаги и отдельный стабилизатор.
Для подвески макферсон важное значение имеет такой параметр, как наклон амортизаторной стойки, которая в её случае фактически выполняет роль шкворня. Для коррекции ходовых качеств автомобиля применяют как продольный, так и поперечный наклон.
В редких случаях в качестве упругого элемента в подвеске макферсон может использоваться не пружина, а торсион — примером такой подвески является передняя на «Порше 911», или даже поперечная рессора, заменяющая поперечный рычаг или действующая в паре с ним. Кроме того, пружина в такой подвеске вовсе не обязательно располагается вокруг амортизаторной стойки — например, на Mercedes-Benz W124 и многих автомобилях платформы Ford Fox пружина и амортизаторная стойка передней подвески макферсон были смонтированы отдельно друг от друга.
Подвеска макферсон может использоваться как для передних, так и для задних колёс. Однако в англоязычных странах аналогичную подвеску задних колёс принято называть «подвеской Чепмена» (англ. Chapman strut). В отечественной практике иногда в том же значении используется термин «свечная подвеска» или «качающаяся свеча».
В сравнении с подвеской на двойных поперечных рычагах, макферсон уступает по параметрам кинематики (главным образом из-за существенно большего изменения развала колёс при ходах сжатия и отбоя), в значительно большей степени передаёт на кузов автомобиля вибрации и шумы, занимает много места по высоте, а также сложнее в обслуживании из-за необходимости демонтажа всей стойки, например, для замены или ремонта амортизатора, но более дешева и технологична в производстве, компактна по ширине и имеет небольшую массу, что обусловило широчайшее её применение в практике современного автомобилестроения.

## История

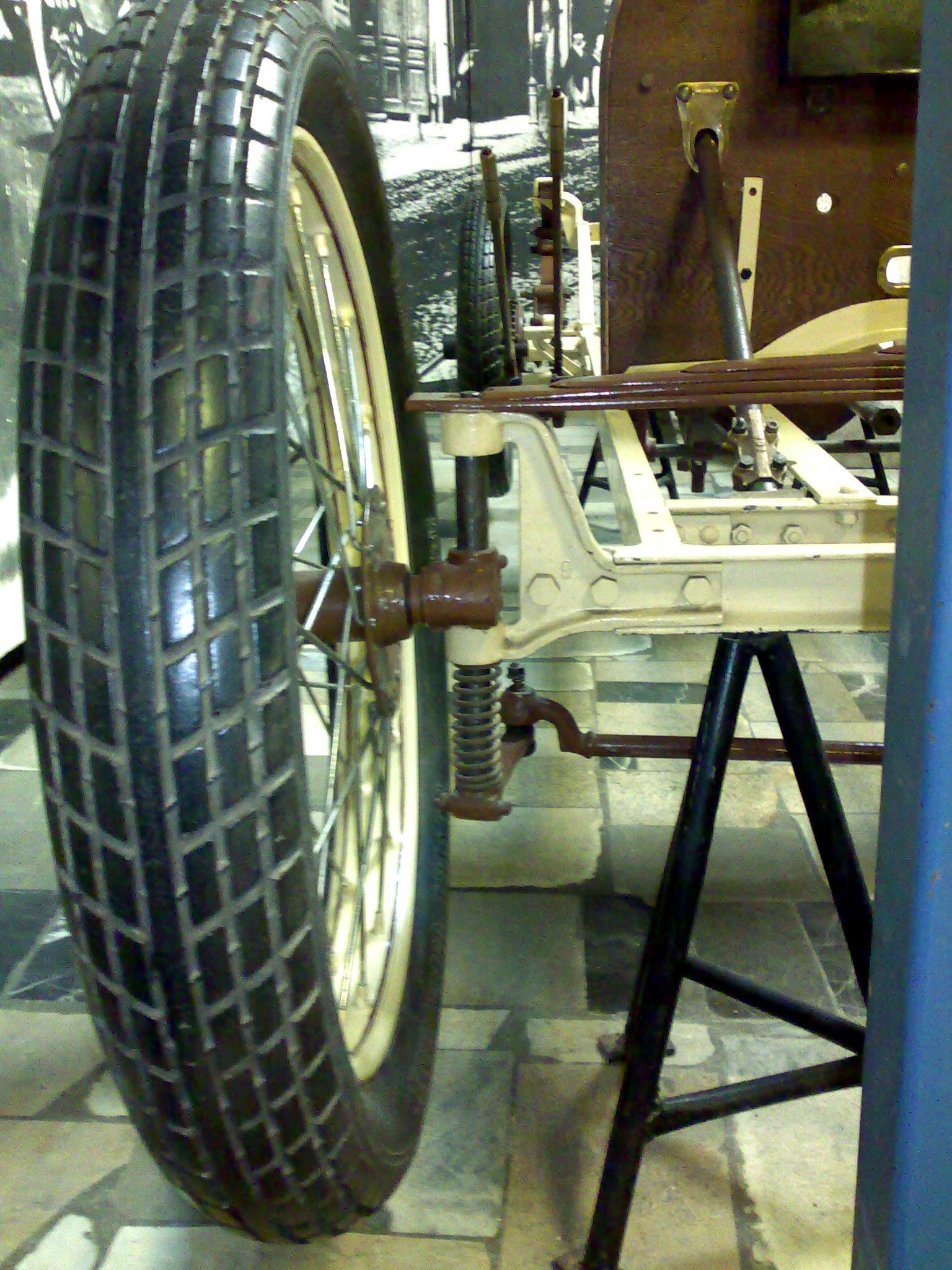
Свечная подвеска — предшественник «макферсона» (Fournier Voiturette BaBy, 1912 год). Движение колеса задано направляющей стойкой, также играющей роль шкворня.

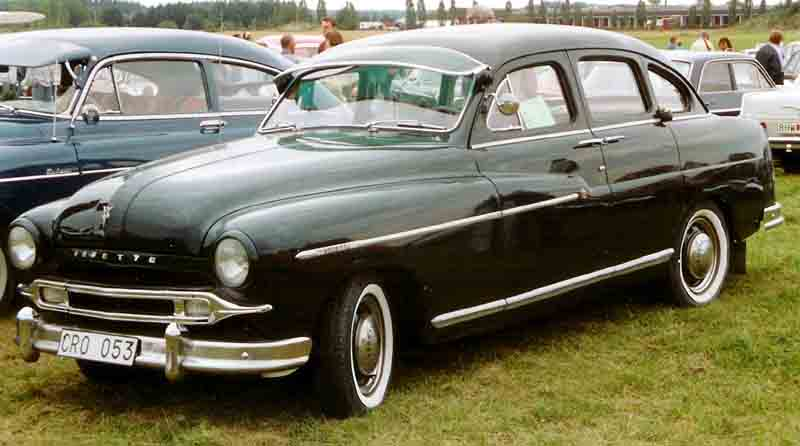
Ford Vedette — первый автомобиль с подвеской системы Макферсона

Подвеска названа по имени американского инженера из фирмы «Форд» Эрла Стила Макферсона, который разработал её во второй половине 1940-х годов, ещё будучи сотрудником GM и работая над проектом разработанного для американского рынка, но не пошедшего в серийное производство лёгкого и дешёвого автомобиля Chevrolet Cadet, а впоследствии впервые применил на серийном автомобиле модели Ford Vedette 1948 года, выпускавшейся французским филиалом компании. Позднее она использовалась на Ford Zephyr (1950) и Ford Consul (1951), которые также претендуют на звание первых крупносерийных автомобилей с такой подвеской, так как выпускавший Vedette завод в Пуасси первоначально испытывал большие затруднения с освоением новой модели.
На самом деле, предшествовавшие «макферсону» подвески с направляющими стойками (но без нижнего рычага) применялись и намного ранее, вплоть до самого конца XIX века, а в 1920-х годов инженером фирмы FIAT Гвидо Форнакой был разработан тип подвески с рычагом и направляющей стойкой, очень похожий на «макферсон» — считается, что Макферсон частично воспользовался его разработками.
Ещё одна линия развития, ведущая к подвеске данного типа — разновидность передней подвески на двух поперечных рычагах неравной длины, в которой пружина в едином блоке с амортизатором была вынесена в пространство над верхним рычагом. Это делало подвеску более компактной, разгружало нижний шаровой шарнир от передачи вертикальных усилий и позволяло на переднеприводном автомобиле пропустить между рычагами полуось с шарниром.
Заменив верхний рычаг с шаровой опорой и расположенными над ним амортизатором и пружиной на задающую траекторию движения колеса амортизаторную стойку с закреплённым на брызговике крыла поворотным шарниром, Макферсон получил названную его именем компактную, конструктивно простую и дешёвую подвеску с кинематикой, в несколько упрощённом виде повторяющей подвеску на двойных поперечных рычагах.

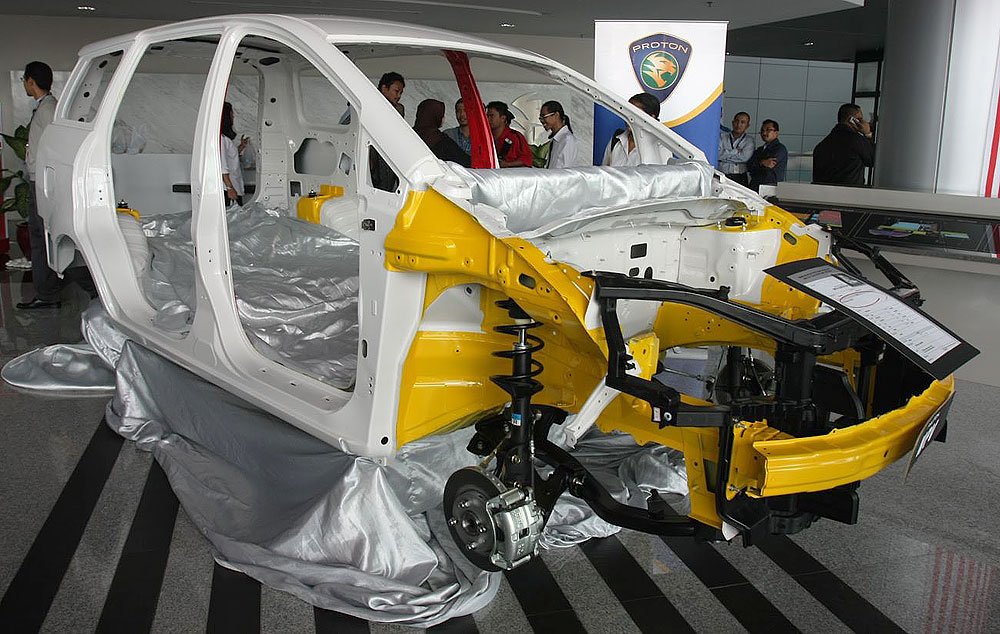
Типичная конструкция передней подвески типа «макферсон» на современном автомобиле. Жёлтым выделен брызговик крыла с усилением, в который упирается стойка.

В изначальном варианте такой подвески, разработанном самим Макферсоном, шаровой шарнир располагался на продолжении оси амортизаторной стойки — таким образом, ось амортизаторной стойки была и осью поворота колеса. Позднее, например на Audi 80 и Volkswagen Passat первых поколений, шаровой шарнир стали смещать наружу к колесу, что позволяло сместить ось поворота колеса наружу от оси стойки и за счёт этого получить меньшие положительные, нулевые или даже отрицательные значения плеча обкатки.
Массовое распространение эта подвеска получила лишь в семидесятые годы, когда были окончательно решены технологические проблемы, в частности — массового изготовления амортизаторных стоек с необходимым ресурсом. В связи со своей технологичностью и дешевизной данный тип подвески впоследствии быстро нашёл очень широкое применение в автомобилестроении, несмотря на целый ряд недостатков.

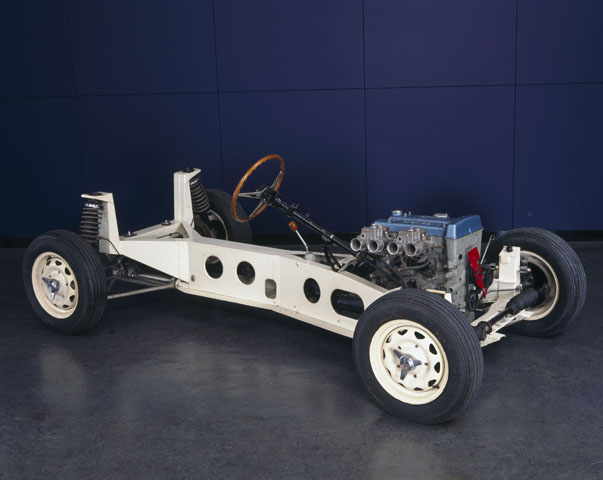
Задняя подвеска Чепмена на шасси Lotus Elan.

В восьмидесятые годы наметилась тенденция к повсеместному использованию подвески макферсон, в том числе — на больших и сравнительно дорогих автомобилях (Audi 100, Mercedes-Benz W124, Opel Senator, практически весь модельный ряд BMW второй половины 70-х — начала 90-х годов и другие, а также многие американские модели). Однако впоследствии необходимость дальнейшего роста технических и потребительских качеств обусловила возврат на многих сравнительно дорогих автомобилях к подвеске на двойных поперечных рычагах (Audi A4 и A6, Mercedes-Benz W210, более новые модели BMW), более дорогой в производстве, но имеющей лучшие параметры кинематики и повышающей ездовой комфорт.
Макферсон создавал свою подвеску для установки на все колёса автомобиля, как передние, так и задние — в частности, именно так она была использована в проекте Chevrolet Cadet. Однако на первых серийных моделях подвеска его разработки была применена только спереди, а задняя из соображений упрощения и удешевления оставалась традиционной, зависимой с жёстким ведущим мостом на продольных рессорах.
Только в 1957 году инженер фирмы Lotus Колин Чепмен применил аналогичную подвеску для задних колёс модели «Лотус Элит», поэтому её в англоязычных странах принято называть «подвеской Чепмена». Но, к примеру, в Германии такой разницы не делается, и сочетание «задняя подвеска макферсон» считается вполне допустимым.

## Пневматизация макферсона
С активным развитием пневмоподвески пневмоэлементы стали занимать место классических амортизаторов . С одной стороны это дало возможность регулировать уровень просвета и уменьшить тряску, с другой стороны независимая пневмоподвеска более сложна и дорога в изготовлении и эксплуатации, в сравнении с «классической» подвеской.

## Преимущества и недостатки

### Преимущества
1. Малые затраты на изготовление[1], упрощение сборки автомобиля на заводе-изготовителе — вся подвеска такого типа (поперечина, рычаги, стойки) как правило подсобирается на отдельном конвейере и устанавливается за один приём.
2. Компактность в продольном и поперечном направлениях[1].
3. Большое расстояние по высоте между опорными узлами, что уменьшает боковые и продольные силы, возникающие в местах крепления к кузову[1].
4. Возможность осуществления больших конструктивных ходов[1].
5. Меньшая масса неподрессоренных частей.
6. Верхняя опора стойки представляет собой упорный подшипник качения, с огромным ресурсом. Рычаг и шаровой шарнир в этой конструкции разгружены от передаваемых при проезде неровностей дороги вертикальных усилий, вследствие чего имеют значительный ресурс и могут быть предельно облегчены, причём диагностика неисправности шарниров облегчена благодаря наличию чётких симптомов их износа — постукивание и неустойчивость на скорости, на что водитель сразу обращает внимание.

### Недостатки
1. Несколько худшие параметры кинематики по сравнению с подвеской на двух поперечных или продольных рычагах: при большом ходе подвески развал (угол наклона колеса к вертикальной плоскости) будет меняться в значительных пределах, и тем больше, чем больше ход подвески[1]. При ходе сжатия подвески выставленный изначально положительный развал колёс быстро сменяется отрицательным, что в случае передней подвески означает ухудшение устойчивости и управляемости автомобиля из-за снижения сцепления его колёс с дорожным покрытием.
2. Передача усилия на сравнительно слабый брызговик крыла, что требует его усиления[1]; при езде по плохим дорогам и при работе подвески «на пробой» начинается разрушение точек крепления стоек на брызговике крыла с образованием на нём усталостных трещин и началом коррозионного процесса, поэтому подвеска «макферсон» пригодна главным образом для эксплуатации на хороших благоустроенных дорогах. При эксплуатации на плохих дорогах она малодолговечна по сравнению с иными типами подвесок, но всё ещё долговечнее чем многорычажная подвеска (super strut).
3. Амортизаторная стойка является высоконагруженным элементом подвески, через который передаются на несущую систему автомобиля все воспринимаемые подвеской вертикальные усилия и толчки, и в ходе эксплуатации достаточно часто выходит из строя, особенно при езде по неровным дорогам. При этом её стоимость и сложность работ по её замене достаточно велики. При пробое подвески может не выдержать нижний клапан стойки, что выводит из строя её амортизаторную часть, при этом большинство современных стоек являются неразборными и заменяются исключительно в сборе. Езда с «пробитой» стойкой, в свою очередь, приводит к повреждению узла крепления стойки к брызговику крыла и, в конечном итоге, оканчивается деформацией кузова с нарушением геометрии подвески, устранимым лишь дорогостоящим кузовным ремонтом.
4. Сложность изоляции от дорожных шумов[1].
5. Меньшая компенсация продольного крена («клевка») при торможении, по сравнению с подвеской на двойных рычагах[1]. Особенно это проявлялось на бывшей наиболее распространённой в ранних конструкциях разновидности подвески макферсон с расположенным перед рычагами стабилизатором поперечной устойчивости, играющим одновременно роль части нижнего рычага. Так как по соображениям сохранения необходимого дорожного просвета под передним свесом крепления стабилизатора на кузове располагались сравнительно высоко, оси рычагов подвески оказывались направлены таким образом, что «клевок» при торможении даже усиливался, так как ось рычага проходила дальше от центра тяжести, чем при рычагах, параллельных земле. С 1990-х годов рычаги подвески макферсон стали обычно делать L-образными, с большим основанием, что позволило отказаться от использования плеч стабилизатора в качестве части рычага подвески и задать более оптимальную с точки зрения противодействия «клевку» при торможении геометрию.
6. Трение между штоком и направляющей, ухудшающее работу подвески[1].

Из-за этого, подвеска макферсон практически никогда не используется на:
- Гоночных и дорогостоящих спортивных моделях — преимущество в стоимости не компенсирует некоторое ухудшение кинематики, критичное для таких автомобилей[1];
- Лёгких грузовых автомобилях с независимой подвеской — из-за больших нагрузок в зоне крепления стойки к брызговику[1];
- Настоящих внедорожниках, рассчитанных на постоянную эксплуатацию по плохим дорогам и за их пределами;
- Рамных автомобилях — для установки верхних опор стоек в этом случае требуются громоздкие кронштейны, что делает «макферсон» сравнительно неудобным типом подвески для рамного шасси;
- Также долгое время не применялась на автомобилях с гидропневматической подвеской — из-за отсутствия места для гидропневматического упругого элемента[1] (но впоследствии применялась на автомобилях компании Citroën, таких как: Citroën BX, Citroën Xantia, Citroën XM, Citroën C5 I поколения).